# Stražišar
Stražišar je priimek več znanih Slovencev:
- Andrej Stražišar (*1962), scenograf (arhitekt)
- Barbara Gnidovec Stražišar, zdravnica somnologinja (ekspetrinja za medicino spanja)
- Borut Stražišar, strokovnjak za mednarodno okoljsko pravo, predavatelj
- Janez Stražišar (1950—2008), kemik, univ. prof.
- Magda Stražišar - "Magduška" (1920—1997), pisateljica
- Mojca Stražišar (r. Špolar), (*1960), biokemičarka
- Polde Stražišar - Rudi (1902—1942), mesar, sindikalni delavec in partizanski komandant
- Vita Mavrič Stražišar (*1965), igralka, šansonjerka, kantavtorica
- Virginia Travers Strazisar (*1952), računalniška raziskovalka v ARPAnet-u, predhodniku interneta